# 御機嫌いかが?/街へ出ようよ
「御機嫌いかが? / 街へ出ようよ」（ごきげんいかが まちへでようよ）は、1995年3月21日に発売されたサニーデイ・サービスの通算1枚目のシングル。

## 解説
ミディからのデビュー・シングルは、彼らにとって唯一の8cmCDシングルフォーマットでのリリース。「御機嫌いかが?」「街へ出ようよ」両曲とも、シングル発売から1か月後にリリースされたアルバム『若者たち』に収録されるが、シングル・ヴァージョンは曽我部恵一がヴォーカルおよびギターで参加した以外は矢野誠アレンジのもと、スタジオ・ミュージシャンによる演奏でレコーディングされている。そのため、シングル・ヴァージョンはオリジナル・アルバムには未収録となっているが、後にミディ在籍時の楽曲を網羅した完全生産限定コンプリート・ボックス・セット『“MIDI” COMPLETE BOX』の『アルバム未収録曲集 I』にインストゥルメンタルを除く2曲が収録された。

## 収録曲
| 全作詞・作曲: 曽我部恵一、全編曲: 矢野誠。 |                                  |            |            |      |
| #                                          | タイトル                         | 作詞       | 作曲・編曲 | 時間 |
| 1.                                         | 「御機嫌いかが?」                | 曽我部恵一 | 曽我部恵一 | 4:13 |
| 2.                                         | 「街へ出ようよ」                 | 曽我部恵一 | 曽我部恵一 | 4:12 |
| 3.                                         | 「御機嫌いかが? (Instrumental)」 | 曽我部恵一 | 曽我部恵一 |      |
| 4.                                         | 「街へ出ようよ (Instrumental)」  | 曽我部恵一 | 曽我部恵一 |      |

## レコーディング・メンバー

### 御機嫌いかが?
- VOCAL / GUITAR  –  曽我部恵一
- GUITAR  –  鈴木茂
- ORGAN  –  矢野誠
- BASS  –  バカボン鈴木
- DRUMS  –  青山純
- ARRANGEMENT  –  矢野誠
- MIXER  –  吉野金次

### 街へ出ようよ
- VOCAL  –  曽我部恵一
- GUITAR  –  鈴木茂
- PIANO  –  矢野誠
- CONGA  –  浜口茂外也
- DRUMS  –  青山純
- BASS  –  バカボン鈴木
- TRIANGLE  –  恒石幸子
- STRINGS  –  加藤ストリングス
- ARRANGEMENT  –  矢野誠
- MIXER  –  吉野金次

## リリース日一覧
| 地域 | リリース日    | レーベル     | 規格 | カタログ番号 |
| ---- | ------------- | ------------ | ---- | ------------ |
| 日本 | 1995年3月21日 | RHYME ⁄ MIDI | CD   | MDDS-69      |